# Karl Müller (Politiker, 1804)
Karl Müller (* 12. Dezember 1804 in Frankfurt-Berkersheim; † 9. November 1871 ebenda) war ein deutscher Landwirt und Bürgermeister sowie Mitglied der kurhessischen Ständeversammlung.

## Leben
Karl Müller führte in seinem Heimatort Berkersheim einen landwirtschaftlichen Betrieb und war Ortsbürgermeister. In dieser Funktion erhielt er 1849 ein Mandat für die kurhessische Ständeversammlung, gewählt aus den Reihen der Höchstbesteuerten des Wahlbezirks Hanau.
Er blieb bis 1854 in dem Parlament, das nach den Unruhen im Jahre 1830 zum Zweck der Beratung und Verabschiedung einer Verfassung gebildet wurde und  bis 1866 Bestand hatte, als das Land Hessen durch Preußen annektiert wurde.